# المراقبة الجماعية في الهند
المراقبة الجماعية هي المراقبة المنتشرة لكامل أو جزء كبير من السكان.  تشمل المراقبة الجماعية في الهند المراقبة والتنصت على الهاتف والاستخبارات مفتوحة المصدر والاعتراض القانوني والمراقبة بموجب قانون التلغراف الهندي لعام 1885 .
وفي السنوات الأخيرة، شهدت الهند استخدامًا لتكنولوجيا التعرف على الوجه من قبل سلطات إنفاذ القانون في الهند. تيلانجانا هي الولاية الأكثر مراقبة في الهند حيث يوجد 36 كاميرا من نوع (CCTV) لكل 1000 شخص، في حين أن مدينتي دلهي وتشيناي لديها كاميرات أكثر لكل ميل مربع من المدن في الصين .  قالب:Law enforcement in India

## أنظر أيضا
- المراقبة في الهند
- قائمة وكالات المخابرات الهندية
- مركز الوكالات المتعددة (الهند)
- ناتغريد
- موارد إنفاذ الاتصالات ومراقبتها